# Ypané
Ypané é uma cidade do Paraguai, Departamento Central. Foi fundada em 23 de Março de 1538, e é conhecida como a "Cidade Histórica do Paraguai".

## Etimologia
O nome original da cidade era "Pitum", expressão guarani que significa: "água medicinal". Hoje é chamada de "Ypané", termo proveniente do Rio Ypané, afluente do Rio Paraguai, que corta a cidade. "Y" significa água; "pa" água que flui e flui para dentro de um rio; "ne" é o cheiro de riachos e estales secas, durante a estação seca.

## História
Anteriormente a fundação, havia uma concentração de nativos na região, que se dedicavam a atividades primárias, como caça. Sua fundação se deu através de uma redução franciscana estabelecida em 1538. No contexto da Guerra do Paraguai, no atual território de Ypané, foi travada a Batalha de Itororó, em 6 de dezembro de 1868. Hoje, há um monumento erguido em homenagem aos heróis paraguaios. Na região também ocorreu a Batalha de Abay, onde foi construído um busto de Francisco Solano López. Em 1911, a cidade de Ypané, foi transferida do território de Villa Real para o Departamento Central.

## Geografia

### Clima
O clima característico de Ypané é subtropical. A temperatura máxima no verão, atinge 39°C. As temperaturas mínimas no inverno chegam a 1°C; a média anual é de 22°C. O índice de precipitação é de 1433 mm por ano. O período com maior quantidade de precipitação é entre os meses de janeiro e abril, sendo o período de seca entre junho e agosto.

## Demografia
A cidade tem um total de 54.717 habitantes, dos quais 27.479 são homens e 27.238 são mulheres, segundo projeções da Direção Geral de Estatística, Pesquisas e Censos para 2019. 34% da população é urbana e os restantes 66% vivem na zona rural. Apresenta uma taxa de crescimento anual de 3,61%.

## Economia
O setor primário se destaca na produção de arroz e algodão. A industria se destaca no setor têxtil.

## Cultura

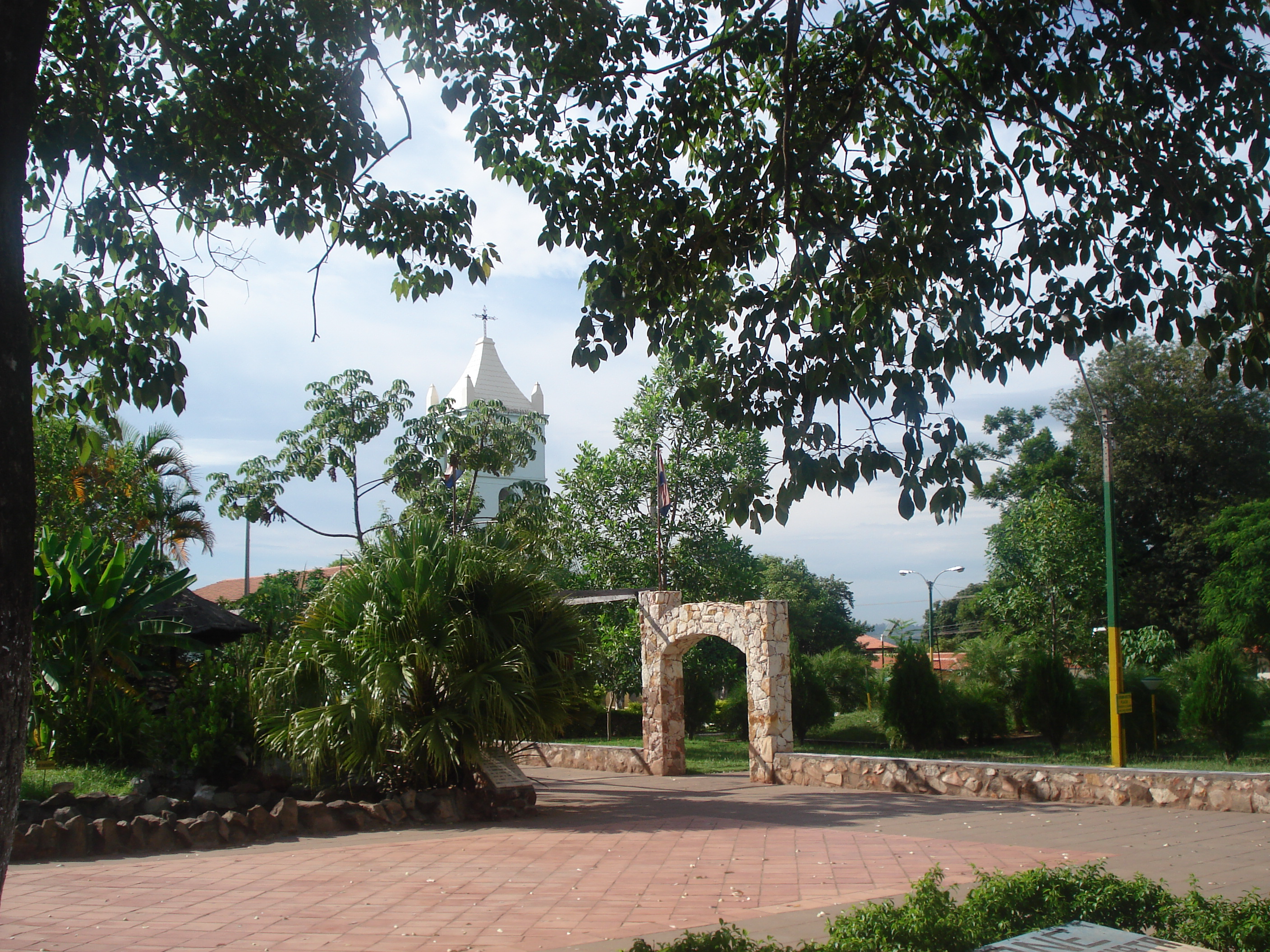
Praça central e Igreja.

Na propriedade da Plaza San Pedro Apóstol, encontramos o "Centro Municipal de Atração Turística". Este local mantém pontos que remetem a história de Ypané, onde é possível observar a rota dos três riachos até a boca no rio Paraguai. Outro ponto turístico é o monumento do protetor dos namorados "Valentine", localizado no centro da Plaza San Pedro Apóstol.

### Esportes
A cidade de Ypané possui um clube em uma das divisões do Campeonato Paraguaio de Futebol, o Club Atlético Tembetary.

## Transporte
O município de Ypané é servido pelas seguintes rodovias:
- Caminho em pavimento ligando a cidade ao município de Lambaré
- Caminho em pavimento ligando a cidade ao município de Capiatá
- Caminho em pavimento ligando a cidade ao município de Villa Elisa [2][3][4]